# The Bell Curve
The Bell Curve: Intelligence and Class Structure in American Life ist ein 1994 erschienenes, kontrovers diskutiertes Werk des libertären Politikwissenschaftlers Charles Murray und des Psychologie-Professors Richard Herrnstein von der Harvard University. Der Titel bezieht sich auf die Glockenkurve der Intelligenztestwerte. Die Autoren analysierten unter anderem die Daten einer umfassenden Längsschnittstudie zu den Lebensverläufen amerikanischer Jugendlicher im Zeitraum von 1979 bis 1990 (der National Longitudinal Survey of Youth, kurz NLSY). Das Ergebnis ihrer Analysen beschrieben sie in diesem Buch.

## Inhalt

Die Glockenkurve der Intelligenztestwerte gab dem Buch seinen Namen.

Das Buch behandelt die Beziehungen zwischen sozioökonomischer Klasse, Intelligenz und dem Faktor Erbgut. Intelligenz ist nach Meinung der Autoren größtenteils erblich. Die Autoren stellen in ihrem Werk heraus, dass Zugehörigkeiten zu sozioökonomischen Klassen auffallend stark mit der Intelligenz zusammenhängen. So beschreiben sie, dass beispielsweise weiße Amerikaner, die in Intelligenztests einen Wert erzielen, der zu den untersten fünf Prozent gehört, mit einer 15-mal höheren Wahrscheinlichkeit in der Kategorie „arm“ anzusiedeln seien als solche, die bei den Tests in die oberen 5 % gelangten.
Im Laufe des Buches werden mehrere solcher Beispiele, nur mit anderen Bezügen (z. B. Intelligenz und Arbeitslosigkeit oder auch Intelligenz und Erziehung) angeführt, um zu zeigen, wie sich Intelligenz (oder ihr Nichtvorhandensein) in den verschiedenen Bereichen der Gesellschaft auf die Lebensverhältnisse auswirkt.
Das Buch ist in vier Teile untergliedert:
1. Im ersten Teil stellen die Autoren die These auf, dass in den USA die Intelligenz eine wichtige Rolle dafür spiele, welcher Schicht eine Person angehöre. Intelligente Personen würden in höhere Schichten aufsteigen, weniger intelligente Person dagegen würden in niedrigere Schichten absteigen. Dafür, welcher Schicht ein amerikanischer nicht-hispanischer Weißer im Erwachsenenalter angehöre, sei der IQ wichtiger als die Schicht seiner Eltern.
2. Im zweiten Teil stellen die Autoren die These auf, dass sich in den USA viele soziale Probleme durch einen niedrigen IQ erklären ließen. So erklären sie Arbeitslosigkeit, Schulversagen, Armut, Mutterschaft Minderjähriger, uneheliche Geburten, Vernachlässigung von Kindern und andere Probleme unter anderem durch einen niedrigen IQ.
3. Im dritten Teil stellen die Autoren die These auf, dass sich in den USA verschiedene ethnische Gruppen in ihrem Durchschnitts-IQ unterscheiden. So seien etwa Asiaten durchschnittlich intelligenter als Weiße, während diese durchschnittlich intelligenter als Schwarze seien. Die Autoren diskutieren auch die Ursachen des IQ-Unterschieds von ca. 15 Punkten zwischen schwarzen und weißen US-Amerikanern. Dabei kommen sie zu dem Ergebnis, dass sowohl die Gene als auch die Umwelt eine Rolle spielen, ohne sich auf prozentuale Anteile festzulegen. Im dritten Teil wird auch der Zusammenhang zwischen Intelligenz und Geburtenrate untersucht.
4. Im vierten Teil stellen die Autoren politische Forderungen. Besonders kontrovers ist die Forderung diskutiert worden, dass die amerikanische Sozialpolitik geändert werden müsse, da sie dazu führe, dass Personen mit niedrigem IQ mehr Kinder hätten als Personen mit hohem IQ.

## Thesen
Herrnstein und Murray stellen im Zuge der Beschreibung des Faktors Erbgut verschiedene Thesen auf. Eine dieser Thesen besagt, dass die Intelligenz zwischen 40 % und 80 % genetisch bedingt sei, aber auch, dass unterschiedliche Ethnien unterschiedliche Intelligenzlevel haben bzw. qualitative Unterschiede der kognitiven Fähigkeiten auszumachen seien.
Das Werk thematisiert verschiedene Dimensionen der Intelligenz: ihren genetischen Faktor, ihr unterschiedliches Level in den Ethnien, ihre gesellschaftlichen Auswirkungen und besonders deren Verbindungen miteinander. Aus dem Zusammenspiel dieser Verbindungen leiten die Autoren eine der zentralen Thesen des Werkes ab: Im Zuge von Intelligenztests ergab sich, dass schwarze Amerikaner durchschnittlich einen um etwa 15 Punkte niedrigeren IQ als weiße haben. Diese Unterschiede führen Herrnstein und Murray auf deren Gene und auf Umwelteinflüsse zurück. Zudem seien diese Personen aufgrund aller Auswirkungen, die Intelligenz auf einen Menschen hat, in einem Kreislauf gefangen, den sie nicht durchbrechen könnten, weil das Intelligenzniveau zum Beispiel durch Schulbildung nur unwesentlich erhöht werden könne.
Herrnstein und Murray sind auch wegen ihrer politischen Forderungen in die Kritik geraten. In ihrem Buch schlugen sie vor, dass die Hilfen für ledige Mütter abgeschafft werden sollten, denn diese würden dazu führen, dass es sich für unterdurchschnittlich intelligente Frauen finanziell lohne, Kinder zu bekommen:

“The technically precise description of America's fertility policy is that it subsidizes births among poor women, who are also disproportionately at the low end of the intelligence distribution. We urge generally that these policies, represented by the extensive network of cash and services for low-income women who have babies, be ended.”

„Technisch gesehen besteht die amerikanische Reproduktionspolitik aus einer Subvention von Geburten bei armen Frauen, die auch überproportional oft am niedrigen Ende der Intelligenzverteilung liegen. Wir fordern allgemein, dass diese Politik, die sich in einem umfangreichen Netz von Geld- und Dienstleistungen für einkommensschwache Frauen mit Kindern niederschlägt, beendet wird.“

## Rezeption des Buches

### Reaktion der American Psychological Association (APA)
The Bell Curve löste vor allem in den USA eine erbittert geführte Kontroverse aus. Auf der Höhe des Konflikts wurde eine (etwa mit Ulric Neisser und Robert Sternberg besetzte) Arbeitsgruppe der American Psychological Association eingerichtet.
Die Aussagen der APA (Stand 1995/1996) sollen im Folgenden kurz vorgestellt werden

#### IQ und schulischer Erfolg
Die APA weist auf einen Zusammenhang zwischen IQ und schulischem Erfolg hin. Die Korrelation zwischen IQ und Schulnoten betrage circa 0,5. Die in The Bell Curve postulierte These eines Zusammenhangs zwischen Intelligenz und schulischem Erfolg wird damit von der APA unterstützt.

#### IQ und Länge der schulischen Ausbildung
Die APA verweist ebenfalls auf einen Zusammenhang zwischen IQ und Länge der schulischen Ausbildung. Die Korrelation liege in diesem Fall bei 0,55. Viele weitere Faktoren haben einen Einfluss auf die Länge der schulischen Ausbildung, die Intelligenztestwerte sind jedoch der erklärungsmächtigste.

#### IQ, Beruf, sozialer Status und Einkommen
IQ-Werte in der Kindheit und der später ergriffene Beruf weisen der APA zufolge eine signifikante Korrelation auf, und zwar auch noch dann, wenn weitere erklärende Variablen wie Ausbildung und familiärer Hintergrund eliminiert werden. Insoweit werden Murrays und Herrnsteins Thesen unterstützt.
Es ist nach Angaben der APA schwierig genau zu sagen, welchen Einfluss der IQ eines Menschen auf seinen sozialen Status hat, denn dieser ist mit der Sozialschicht seiner Eltern korreliert, die ebenfalls einen Einfluss auf den sozioökonomischen Status einer Person hat (die Korrelation von Status des Elternhauses und IQ liegt nach Angaben von White aus dem Jahr 1982, „The relationship between socioeconomic status und academic achievement“, bei 0,33).
Die American Psychological Association verweist auf eine Studie von Jencks (1979; "Who get's ahead? The determinants of economic success in America"), die versucht beide Einflussfaktoren zu trennen. Eine Möglichkeit, den Zusammenhang zu betrachten, ist mit dem sozioökonomischen Status des Elternhauses anzufangen. Dieser klärt 1/3 der Varianz im Sozialstatus der jungen US-Amerikaner auf (oder in einfacheren Worten: Der Sozialstatus der jungen Erwachsenen ist zu einem Drittel durch den ihrer Eltern erklärbar) und erklärt 1/5 der Varianz im Einkommen. Diese Effekte lassen sich jedoch zur Hälfte durch die Herkunftsschicht bedingte Unterschiede im IQ der jungen Menschen erklären.
Andersherum kann man den Zusammenhang auch mit dem IQ anfangend betrachten. Unterschiede im IQ erklären ein Viertel der Varianz im sozioökonomischen Status und 1/6 der Varianz im Einkommen der jungen US-Amerikaner. Wenn man die Effekte der sozialen Herkunft herausrechnet, wird nur ein Viertel der Varianzaufklärung eliminiert.

#### Rasse und Intelligenz
Die APA weist den von Herrnstein und Murray postulierten Zusammenhang von Rasse und Intelligenz nicht völlig zurück, sie vertritt diesbezüglich jedoch eine differenziertere Position. Insbesondere wird von der APA darauf hingewiesen, dass die IQ-Werte für Schwarze in den USA in den letzten Jahrzehnten gestiegen seien. Auch andere Beobachtungen lassen der APA zufolge Zweifel an dem in The Bell Curve postulierten engen Zusammenhang zwischen Rasse und Intelligenz aufkommen.

### Weitere Kritikpunkte
The Bell Curve wurde von Teilen der Fachwelt als methodisch unsauber kritisiert. Unterstützung bekamen Herrnstein und Murray hingegen aus der Jensen-Tradition der psychometrischen Intelligenzforschung. Viele dieser Wissenschaftler waren unter den 52 Unterzeichnern des von Linda S. Gottfredson geschriebenen Aufsatzes Mainstream Science on Intelligence, der die zentralen Thesen von The Bell Curve stützte. Das Institute for the Study of Academic Racism warf Gottfredson daraufhin wissenschaftlichen Rassismus vor.
Speziell wurde unter anderem folgende Kritik erhoben:

#### Desinformation
Michael Nunley, Professor für Anthropologie an der University of Oklahoma, warf Herrnstein und Murray eine gezielte Desinformation der Öffentlichkeit und Bauernfängerei vor. Er sagte, Herrnstein und Murray würden statistisch unbedarfte Leser mit umstrittener Statistik in die Irre führen. Er bezeichnete sie als "Pied Piper" (der englische Name des Rattenfängers von Hameln).
Er bezeichnete das Buch als Betrügerei:

„Ich glaube, dass dieses Buch ein Betrug ist; dass seine Autoren gewusst haben müssen, dass es ein Betrug war, als sie es schrieben, und dass Charles Murray noch immer wissen muss, dass es ein Betrug ist, während er es jetzt verteidigt. Mit ‚Betrug‘ meine ich eine absichtliche, bewusst irreführende Darstellung der Fakten. Nach sorgfältiger Lektüre kann ich nicht glauben, dass seine Autoren sich nicht im Klaren gewesen sein sollten, was sie verwendet haben und was sie wegließen, und wie sie das verfälschten, was sie verwendet haben.“

Leon J. Kamin warf Herrnstein und Murray einen Missbrauch der Wissenschaft für rassistische Zwecke vor.
Verstärkt wurden diese Vorwürfe, da die sehr konservative Bradley Foundation und der als rechts geltende Pioneer Fund ein bedeutender Finanzier dieses Buches waren. Murray erhielt als Folge der Diskussion und Kritik an The Bell Curve sogar Bombendrohungen.

#### Rassismus
In ihrer Studie stellten Herrnstein und Murray fest, dass der IQ von amerikanischen Schwarzen um 15 Punkte unter dem von amerikanischen Weißen liegt. Dies stimmt mit den Ergebnissen anderer Studien überein. Als Ursache für den niedrigeren IQ beschrieben die Autoren eine, im Vergleich zu Weißen, angeblich schlechtere genetische Veranlagung von schwarzen US-Amerikanern.
Der in Afrika geborene IQ-Forscher John Ogbu warf Herrnstein und Murray wegen dieser Implikation Rassismus vor. Kritiker wie Jeanne Brooks-Gunn und Pamela Klebanov warfen Herrnstein und Murray vor, wichtige Faktoren übersehen zu haben. Da wäre zum Beispiel der Faktor, dass schwarze Kinder in den USA häufiger in Armut aufwachsen. 40 % aller schwarzen Kinder, aber nur 5 % aller weißen Kinder in den USA leben in Armut. Zusätzlich wachsen schwarze Kinder, auch dann wenn sie nicht arm sind, häufig in Problemvierteln auf. Auch sind die Eltern schwarzer Kinder häufiger alleinerziehend, sie sind häufiger minderjährig und häufiger arbeitslos. All dies kann negative Auswirkungen auf den IQ haben.
Martin Seligman ist der Meinung, dass erlernte Hilflosigkeit zu niedrigeren IQ-Werten bei Schwarzen führe. Er bemerkt:

„Sowohl der IQ als auch schulische Leistungen können durch Hilflosigkeit gesenkt werden. [Eine erfolgreiche kognitive Leistung ist] von zwei Bedingungen abhängig: angemessene kognitive Fähigkeiten und Leistungsmotivation. In dem Maße, in dem ein Kind davon überzeugt ist, dass es hilflos ist und Erfolg unabhängig von seinen willentlichen Reaktionen ist, wird es weniger zu solchen kognitiven Leistungen - wie z. B. sein Gedächtnis abtasten oder im Geiste addieren - bereit sein, was zu hohen IQ-Werten und erfolgreichen schulischen Leistungen führen würde.“

#### Rechtsextreme und eugenische Motivationen
Den Autoren und ihren Befürwortern wurden von einer Reihe von Wissenschaftlern und Journalisten rechtsextreme und eugenische Motivationen vorgeworfen. Kritiker haben auf die Tatsache hingewiesen, dass von den 17 Autoren, die im Buch zitiert wurden, etliche für das umstrittene Journal Mankind Quarterly geschrieben haben. Das Journal ist wegen rechtslastiger Texte in die Kritik geraten und hat Gelder vom umstrittenen Pioneer Fund erhalten. Steven Fraser wirft Herrnstein und Murray vor, eugenische Motivationen zu haben: „by scrutinizing the footnotes and bibliography in The Bell Curve, readers can more easily recognize the project for what it is: a chilly synthesis of the work of disreputable race theorists and eccentric eugenicists“.

#### Behauptung, es gebe nur eine Intelligenz
Die Behauptung, dass es nur eine Intelligenz gebe, wurde von zahlreichen Wissenschaftlern, darunter Stephen Jay Gould kritisiert. Herrnstein und Murray seien nur auf die logisch-analytische Intelligenz eingegangen und dies sei falsch. Gould äußerte sich folgendermaßen: „The Bell Curve bietet nichts Neues. Dieses 800-Seiten-Manifest ist nichts anderes als eine lange Ausführung der starken Version von Spearmans g – der Theorie eines einheitlichen, genetisch basierten und kaum zu verändernden Dings im Kopf, das man in eine Rangliste bringen kann.“ Diese Meinung bezeichnete Gould als falsch. Er ist der Meinung, dass Menschen sehr viele verschiedene kognitive Fähigkeiten haben, die man nicht mit einem IQ-Test erfassen kann. In ihrer Kritik des Buches berufen sich viele Wissenschaftler auf Robert Sternbergs triarchische Theorie der Intelligenz und Howard Gardners Theorie der multiplen Intelligenzen.

#### Erblichkeit von Intelligenz

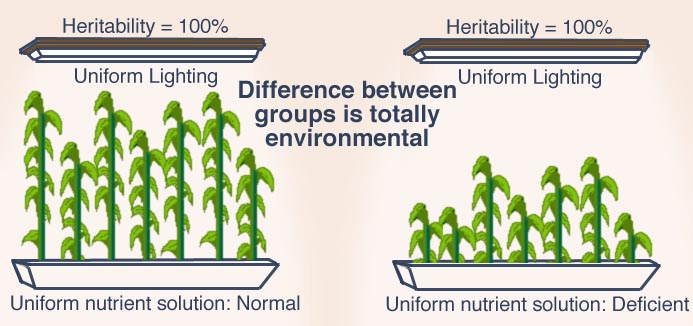
Erblichkeitsschätzungen innerhalb einer Gruppe dürfen nicht zur Interpretation von Gruppenunterschieden herangezogen werden

Die von Murray und Herrnstein vertretene Meinung, dass die allgemeine Intelligenz erblich sei, wurde unter anderem von Leon J. Kamin kritisiert.
Kritiker der Autoren beziehen sich oft auf Richard Lewontin. Laut Lewontin könnten die IQ-Unterschiede innerhalb einer Schicht zu einem gewissen Prozentsatz genetisch sein, doch dies habe nicht zur Folge, dass die Unterschiede zwischen zwei Schichten auch genetisch sein müssten.
Als Beweis für seine These nennt Lewontin Adoptionsstudien, zum Beispiel die von Skodak und Skeels und die Minnesota Transracial Adoption Study, und verweist auf die Erfolge von Interventionsprogrammen (kompensatorische Erziehung). Lewontin versucht, dies mit einer Parabel zu verdeutlichen:

„Man stelle sich vor, man habe einen Sack voll Weizenkörner. Man teile diesen Sack rein zufällig in zwei Hälften. Die eine Hälfte säe man auf einem fruchtbaren Boden, den man gut wässert und düngt. Die andere Hälfte werfe man auf einen kargen Acker. Wenn man nun das erste Feld betrachtet, wird einem auffallen, dass die Weizenähren verschieden groß sind. Man wird dies auf die Gene zurückführen können, denn die Umwelt war für alle Ähren gleich. Wenn man das zweite Feld betrachtet, wird man die Variation innerhalb des Feldes auch auf die Gene zurückführen können. Doch es wird auch auffällig sein, dass es große Unterschiede zwischen dem ersten Feld und dem zweiten Feld gibt. Auf dem ersten Feld sind die Unterschiede zu 100 % genetisch, auf dem zweiten Feld sind die Unterschiede zu 100 % genetisch, doch das heißt nicht, dass die Unterschiede von Feld 1 und Feld 2 auch genetisch sind.“

Turkheimer unterscheidet soziale Schichten hinsichtlich einer genetischen Erblichkeit von Intelligenz. Während Intelligenz in der Mittelschicht zu einem großen Teil erblich sei, sei sie dies in der Unterschicht nicht. Der Grund: Die schlechten Umweltbedingungen in der Unterschicht führten dazu, dass die Kinder ihr genetisch vorgegebenes Potential nicht entwickeln konnten. Auf einer Skala von 0,00 bis 1,00 sei der IQ in der Mittelschicht zu 0,72 von den Genen bestimmt, in der Unterschicht jedoch nur zu 0,10; so Turkheimer.

### Kritik an der Methodik
Diese Forschungsergebnisse sind nicht unwidersprochen geblieben. So analysierte Jay Zagorsky vom Center for Human Resource Research der Ohio State University die gleichen Daten und kam zu dem Ergebnis, dass es keinen Zusammenhang zwischen IQ und finanziellen Erfolgen gebe. Er fasste seine Ergebnisse mit „Your IQ has really no relationship to your wealth. And being very smart does not protect you from getting into financial difficulty“ zusammen. Auch wurden die Erhebungsmethoden der NLSY kritisiert (zum Beispiel von Stephen Jay Gould in der Erweiterung seines Buches The Mismeasure of Man).